# スカーレット・スカラベ
スカーレット・スカラベ（Scarlet Scarab）は、マーベル・コミックより出版されるコミック作品に登場する架空のキャラクターである。

## 発行履歴
ロイ・トーマスによると、スカーレット・スカラベはDCコミックスに登場するヘクター・ホール/シルバー・スカラベと同じく、ダン・ギャレット/ブルービートルへのオマージュであり、「私がプロとして1965年に、2作目のコミックの物語を書いた」と付け足した。ルビー・スカラベの製作者はギャレットとダンという名前だった。
初代であるアブドゥル・ファウル（Abdul Faoul）は1977年12月に、ロイ・トーマス、アーチー・グッドウィン、フランク・ロビンスによって創造され、『The Invaders』第23号でデビューし、1978年2月の『The Invaders』第25号にも登場した。
2代目スカーレット・スカラベであるメフメット・ファウル（Mehemet Faoul）は1982年12月に、ダグ・メンヒとアラン・クッパーバーグによって創造され、『ソー』第326号でデビューした。原作の『The Official Handbook of the Marvel Universe』第9号に記載がある。
2023年9月には、『ムーンナイト』第9号#25でマーベル・シネマティック・ユニバース（MCU）に基づく3代目のスカーレット・スカラベとなるレイラ・エル＝フーリー（Layla El-Faouly）がコミックデビューし、脚本はジェド・マッケイ、作画はアレッサンドロ・カプッチョ、アレッサンドロ・ヴィッティ、パルタ・プラティムが担当した。

## キャラクター経歴

### アブドゥル・ファウル
アブドゥル・ファウルは第二次世界大戦中の有名な考古学者だった。紀元前3500年頃に“エレメンタルズ”と戦うために作られたアーティファクトであるルビー・スカラベを発掘したファウルは、神秘的なパワー・オブジェクトに触れてスカーレット・スカラベとなり、第二次世界大戦中にエジプトの覇者となった。
ファウルは連合軍とエジプト政府との連絡役として働き、ヒューマン・トーチとネイモアを、最近発掘されたピラミッドに案内して、彼らを騙すと拳大のルビーが保管されている金庫を開けさせた。ファウル/スカーレット・スカラベはまずイギリスを、次いでナチスをエジプトから追放した。スカーレット・スカーブは戦後も犯罪者と戦い続けたが、1950年代にルビーが突如消失した。
この宝石には、蓄えられた神秘の力を使い果たす度に、製作者である王朝時代以前のエジプトの強力な魔術師ガレットの墓に戻るという魔法をかけられており、それを知らなかったファウルは、ルビーが自分が見つけた場所に戻ったことに気づかず、20年間探し続ける羽目になった。やがてエレメンタルズの命を受けたリビング・マミー、リビング・モノリス、ダニエル・"ザ・アスプ"・アスペン、エレメンタルズ、そしてヘカテーまで、何度も人の手を渡っていった。一方、ファウルは生涯ルビーの探索を続け、その死の間際、彼は息子のメフメットに探索を続けるよう求め、スカーレット・スカラベとして着ていたコスチュームと、自らの活躍を記した日記、そしてルビーの写真をかつてルビーを保管するために使っていた金庫に収めて託した。

### メフメット・ファウル
父の探求を続けることが自分の義務だと考えたメフメットは、父のように何年もルビーを探し続けた。そしてついにルビーが眠る最後の場所に辿り着くと、ルビーを手にした彼はスカーレット・スカラベの力を手に入れ、エジプトの新しいチャンピオンになることを決意した。彼の目標のひとつは、エジプトの貴重な古代美術品を守ることだった。盗まれた美術品を取り戻すというある任務で、スカーレット・スカラベはソーと遭遇した。

### レイラ・エル＝フーリー
レイラ・エル＝フーリーは有名な学者の娘で、成長して傭兵となり、数々の犯罪者との繋がりを作った。彼女はマーク・スペクター、ジャン＝ポール・デュシャン、ロバート・プレスコ博士からなる“カルナック・カウボーイズ”に加わり、マークとまるで夫婦喧嘩のような口論で評判になるほど恋に落ちた。だが“ヒドラ”への対抗の最中、レイラは命を落としてしまった。数年後、冥界“ドゥアト”に彷徨ったレイラは、カリルという少年の命を救うために冥界に現れたマーク/ムーンナイトと遭遇し、女神タウエレトの裁きを受けた。レイラは自身の心臓が秤の上で均等になっているとタウエレトに認められると、デュアトのチャンピオンスカーレット・スカラベに変化し、マークは手を組んだ。そしてカリルや、ジャッカル・ナイトに変身していたマークの兄弟ランドールを不死身の軍団から救出し、マークはハリルとともに生者の国に戻り、レイラも復活して、マークとの再会を果たした。

## パワー・スキル
アブドゥルとメフメットは超人的な強さと耐久力を持ち、高速飛行が可能で、神秘的なエネルギーを爆発させることもできる。一方で、アブドゥルはそのパワーを使うために、スカラベとのコンタクトを維持する必要があった。

## MCU版
『マーベル・シネマティック・ユニバース』（MCU）の『ムーンナイト』では、レイラ・エル＝フーリー / スカーレット・スカラベ（Layla El-Faouly / Scarlet Scarab）という女性のキャラクターとなり、メイ・キャラマウィが演じる。日本語吹替は小松未可子が担当する。　

### キャラクター像
考古学者兼冒険家のエジプト人女性。1994年10月28日生まれ、カイロ出身。著名な考古学者アブドゥラ・エル＝フーリーを実父に持つ。幼少期は父から「小さなスカラベ」と呼ばれ、彼にスカラベの柄入りの赤紫色のスカーフを拵えると共に父の発掘調査の手伝いをしていたほどの仲を育み、その影響から考古学者の道に進み、現在においては闇市場から遺物や骨董品を奪取して元の持ち主に返すことで手数料を稼ぐビジネスで生計を立てている。その最中に、レガロやアントン・モガートなど、闇市場に身を置く複数の人物との繋がりを持つに至った。
たがアブドゥラの訃報を知らされて暫くしたところに、アブドゥラを救えなかったことを打ち明けるために接触してきたマーク・スペクター/ムーンナイトと結ばれ、夫婦になると世間一般的なものではなかったものの、マークがコンスからアメミットの墓を探す労働を強いられたことで、アメミットのスカラベの発掘などの冒険ばかりの結婚生活を送ってきた。しかし、そんなマークにも突然姿を消されてしまうこととなった。
父の死にトラウマを抱えてしまう傍ら、基本的には男勝りで強い意志と高い行動力を持ち併せ、いざとなれば実力行使で躊躇なく敵対者に戦いを挑む勇猛果敢な女性であり、独断だけで事を収めようとするマークに不満を抱えながらも、彼からの誠実さを嘘偽り無く欲し、マルスリーヌ・デボルド＝ヴァルモールを好きな詩人とする、ピュアでロマンチストな一面も見せる。
長期間音信不通となっても、マークに幾度となく電話をかけ続けていたある日、遂に彼と連絡が付いて再会を果たしたと思いきや、彼の人格がマークではなくスティーヴン・グラントとなっていることに困惑しつつも、彼らの戦いに協力することになる。そしてその最中に、女性と子供を司るエジプトの女神であるタウエレトの一時的なアバターとなり、彼女から与えられたスーパーパワーを駆使する戦士“スカーレット・スカラベ”として立ち上がる。

### 能力
英語やフランス語、母国の公用語であるアラビア語を話す言語力、古代エジプトに関する豊富な知識全般、遺物や骨董品を盗み取る手並み、クライミング技能まで、冒険や遺跡の発掘などで必要な技能を多数有している。これに加えて、常人相手なら難なく渡り合えるほどの肉弾戦能力とさまざまな道具も武器として器用に活用する白兵戦能力、優れた運動能力、襲撃してきた敵に対して咄嗟の機転で撃退できるほどの臨機応変さも持ち、このため、タウエレトのアバターとなったことで後述のコスチュームの能力も容易く使いこなす。

### 武装・ビークル
コスチューム
タウエレトに拵えられた戦闘用の衣装。くすんだ金色を基調色とし、白や緋色をアクセントに当てたノースリーブのジャンプスーツをベースとし、スカラベのレリーフが施されたゴージットや一対のアームレットとアームガード、前垂れ、ブーツで構成される。具体的な召喚方法は描写されていないが、これを身に纏ったアバターは身体能力が強化され、倒れ込んできたワゴンを抑えそのドアを容易く外すほどの腕力などの超人的なパワーの発揮や、イメージした武器を生成することが可能となる。加えて封印の呪文といった古代エジプトの神々と同等の超能力も発動できるようになる。
翼
コスチュームの側面から展開する金色の翼。身に纏ったアバターを高速飛行させる能力を有するほか、アメミットの杖が放つエネルギー波を反射し、銃撃を防ぐほど高い強度を持つことから身を守る盾としても駆使でき、これを用いてレイラ/スカーレット・スカラベは、地上と攻防一体の軽快な飛行・アクロバット戦法を披露する。
双剣
レイラがイメージで生成した金色の二振りの剣。両手に一振りずつ保持し、接近戦の武器として振るわれる。
首飾り
身につけていたアクセサリーの一つ。ベックとの乱闘で、2つに分割して両手に保持し、これの先端を相手の首筋に突き立てる。
ナイフ
護身用の武器。アーサー・ハロウへの不意打ちに使用しかけたが、未遂に終わる。
ベスパ
愛用のスクーター。ロンドン市内の移動に使用。
ランドローバー・ディフェンダー110
愛車であるオフロード車両。マークやスティーヴンと共にカイロ市内やエジプトの砂漠地帯の移動で運転される。
このほかにもレイラは、ワインボトルや、モガートのボディーガードのベレッタ 92 FSとグロック17、ガラスや石棺の破片、発煙筒、“ヘカの司祭”の仮面など、さまざまな武器や道具を即席で反撃に使用している。

### 活躍
『ムーンナイト』第1〜4、6話
突然姿を消したマークを心配して電話をかけ続けていた連日、やっと応対したのが彼と同じ声であるにもかかわらず、別人そのものな話し方だったスティーヴンだったことに落胆してその場は電話を切ったが、後日携帯を追跡し、貸倉庫から飛び出してきたスティーヴンと遭遇。マークが解離性同一性障害を患っていることを知らなかったため、同伴した先のスティーヴンの自宅で彼をマークと思い込んだまま姿を消したことを問いかけたり、結婚生活の出来事を語るなどするが、互いに話が噛み合わないままスティーヴンからスカラベを託され、そこにハロウの指示を受けたボビー&ビリーが現れると、自分は身を隠すも、彼女らにスティーヴンを連れ出されてしまった。そこでスカラベを持ち出してスティーヴンを追い、ハロウの教団の拠点に辿り着くとハロウと対峙。スティーヴンにスカラベを渡すと、ハロウが召喚したジャッカルに追われて、スーツを召喚して戦うよう呼びかけても怖気付いたままのスティーヴンと共に窮地に陥ったものの、意を決したスティーヴン/Mr.ナイトと表に出たマークに救われた。だが、スカラベがハロウの手に渡ることになってしまった。
ハロウを追うために、レガロに作って貰った偽造パスポートで10年ぶりにエジプトに帰郷し、モガートの情報を入手してカイロの市場でハロウの追跡に苦慮していたマークと再会。モガートの元に向かいながら暫くぶりにマークと交流し、モガート邸に到着するとモガートが所有するセンフーの石棺について話が進めるが、互いに警戒し合っていたことも手伝って一触即発寸前となり、しかも乱入してきたハロウに煽られたモガートらと乱闘する羽目となってしまった。それでも単身でベックらを倒し、モガートも打ち取ったマークと共に、アメミットの墓の手がかりとなる石棺の棺材を入手した。その直前にハロウが自分たちに嘯いた話からマークへ緩やかな疑念を抱きながらも、彼と入れ替わったスティーヴンによる解読と、コンスの星座操作によってアメミットの墓の座標の特定に成功した。
だが星座操作を行ったためにコンスが封印されたことでアバターの力を失って気絶したスティーヴンを、銃撃してきたハロウの手先から発炎筒のみで撃退して守り抜き、アメミットの墓に辿り着くと、先に内部へ侵入していたハロウの教団が残した発掘道具などを持ち出してスティーヴンと2人で墓に突入。キスをしたことや墓の内部に関する知識の話で盛り上がることも手伝って、スティーヴンに惹かれつつ奥へ進むとヘカの司祭に遭遇し、スティーヴンと離れ離れに逃げて一時は窮地に陥ったが、何とかヘカの司祭を退治できた。その一部始終を見ていたハロウからエジプトの神々が実在するという学説と、彼女の父親が殺害された時の状況、同時にその一件にマークが関わっていたことを聞かされてその場を離れると、アメミットのウシャブティを発掘したスティーヴンに血相を変えてマークを表へ出させ、アブドゥラの死の真相を打ち明けられるとマークに愕然とするが、近づいてきたハロウらに対して殿を買って出たマークの指示で物陰に隠れ、彼がハロウに撃ち倒された瞬間を目の当たりにしてしまった。
そんなハロウらがアメミットのウシャブティを奪取して立ち去った直後、横たわるマークの亡骸に寄り添って彼の死を嘆きながらも、アメミット復活阻止のために、残されたスカラベを取って起動させ、ハロウらを追った。そして素顔を隠して信奉者の一人になりすまし、ハロウの教団に紛れ込むと、マークの仇討ちとしてハロウに奇襲を仕掛けようとした。だがその直前で、転がっていたパトロール隊員たちの遺体を通してタウエレトが声をかけてきたことで未遂に終わり、コンスのウシャブティの破壊の頼みと自分のアバターにならないかという誘いを受けるが、コンスとマークの事例から神々に不審感を持ったからか耳を傾けず、自分だけで戦うと慌てて断った。
それでもハロウらを尾行してギザの大ピラミッド内に入ると、見つけたコンスのウシャブティを壊してコンスを復活させた。マークの死を察したコンスからの私のアバターにならないかという持ち掛けにも、あなたが巻き込んだせいでマークが死んだのだから手を組むだけと断固拒否したが、彼がマークの復活に気付いて姿を消し、次に見つけた今際の際のセリムから「アメミットを倒すにはまず生身の人間の中に封印すること、それには複数のアバターが必要だ」と知らされ、彼の最期を看取ると、アメミット打倒のためにタウエレトに一時的にあなたのアバターになると伝えた。すると、歓喜したタウエレトから彼女がアブドゥラの魂を“アアル”に送ったことを知らされたと共に、ハロウによって崩れ始めるピラミッド内でスカーレット・スカラベのコスチュームとパワーを与えられた。
そしてピラミッドを脱出すると、カイロ市内でハロウに挑むマークに加勢。彼やスティーヴンと再会を喜び合うと、ハロウの教団と決戦を繰り広げ、一進一退の攻防を展開しながら、ハロウの攻撃に巻き込まれた現地の家族を助ける活躍も披露して、それを見た少女からの「エジプト人のスーパーヒーロー？」という問いかけにも応えた。その末に、一度はハロウの信奉者らに包囲されるも、表に出たジェイク・ロックリーによって信奉者らとハロウが倒されると、マークと共にハロウをギザの大ピラミッドの議場に連れ出して封印の呪文を唱え、ハロウの体内にアメミットを封印することに成功。コンスの指示でハロウに「止めをさせ」と命じられたマークに、それを選ぶ自由があることを伝えると、この言葉に従ってコンスに逆らったマーク及びスティーヴンが、コンスから解放される瞬間を見届ける。

### レイラ・エル＝フーリー（ドゥアト）
登場作品  - 『ムーンナイト』第4話
“ドゥアト”に彷徨い込んで目を覚ましたマークによって、彼のトラウマなどから構築された“パットナム精神病院”内に登場した、レイラと瓜二つの病院スタッフ。放心状態のマークに愛想よく接するも、丁度広間で行われていたビンゴ大会で、マークが持つ完成したビンゴカードを横取りし、自分がゲームに勝ったと皆に伝え、今回は賞品を共有するとマークに伝えるなど、ちゃっかりした女性だった。